# (99999) 1981 FP
(99999) 1981 FP es un asteroide perteneciente al cinturón de asteroides, descubierto el 28 de marzo de 1981 por el equipo del Observatorio del Harvard College desde la Estación George R. Agassiz en Harvard (Massachusetts), Estados Unidos.

## Características orbitales
1981 FP está situado a una distancia media del Sol de 2,442 ua, pudiendo alejarse hasta 2,787 ua y acercarse hasta 2,096 ua. Su excentricidad es 0,141 y la inclinación orbital 2,416 grados. Emplea 1394 días en completar una órbita alrededor del Sol.

## Características físicas
La magnitud absoluta de 1981 FP es 16,2.